# Jean-Claude Leclerc (architecte)
Pour les articles homonymes, voir Jean-Claude Leclerc et Leclerc.
Jean-Claude Leclerc (né à Chicoutimi en 1934) est un architecte et un professeur du Québec (Canada).

## Biographie

### Formation
Jean-Claude Leclerc est né à Chicoutimi en 1934, d'une famille de douze enfants. Il est le fils de Émile Leclerc, un dessinateur pour Alcan. Son père déménage à Shawinigan pour travailler comme dessinateur pour l'architecte Arthur Lacoursière dans le but de devenir un jour architecte. Jean-Claude travaille chez l'employeur de son père durant les étés en effectuant diverses tâches, comme l'impression des plans. Il prend alors goût pour l'architecture. Il n'a cependant pas complété son cours classique, ce qui lui bloque l'accès des universités francophones. Il entreprend ses études d’architecture à l'Université McGill en 1953, où il est le seul élève francophone de sa classe. Il obtient son diplôme en 1958 et fait sa cléricature dans le bureau de l’architecte Lacoursière à Shawinigan. En 1960, il ouvre son propre bureau d'architecte à Trois-Rivières. Il engage son père au poste de chef d'atelier et rapidement, le dessinateur d'origine portugaise Victor Pinheiro se joint rapidement à l'équipe.

### Carrière
Depuis la fin de ses études, il s'intéresse à l'expressionnisme formel, en particulier des œuvres tardives de Le Corbusier. Il participe en 1963 à un voyage organisé par le magazine américain « Progressive Architecture » qui fait le tour des principales œuvres de Le Corbusier. Il fait connaissance avec l'architecte André Wogenscky, ancien chef d'atelier de Le Corbusier, lors d'une conférence sur l'urbanisme à Trois-Rivières en 1964. Sur l'invitation de Wogenscky et de sa femme Marta Pan, il séjourne un mois à Paris où il travaille à l'atelier de Wogenscky et se lie d'amitié avec ce dernier.
Il a reçu le Prix Vincent-Massey en 1971, pour un complexe formé du nouvel Hôtel de ville, de la bibliothèque municipale et du Centre Culturel de Trois-Rivières (future Maison de la Culture), bâti en 1967.